# Мелітопольська агломерація
Мелітопольська агломерація — Агломерація з центром у місті Мелітополь. Головні чинники створення і існування агломерації: важливий сільськогосподарський центр, центр машинобудівної промисловості.
Міжнародний аеропорт «Запоріжжя».
Складається
- з міст: Мелітополь.
- з районів: Мелітопольський район.

- Чисельність населення — 287,7 тис. осіб.
- Площа — 5 640 км².
- Густота населення — 51,0 осіб/км².